# Martin Bock
Martin Bock, magyaros írásmóddal Bock Márton (Alcina, ? – Alcina, 1861) evangélikus lelkész.

## Élete
Apja szintén evangélikus lelkész volt. 1812-től a jénai egyetemen tanult, majd hazatérve előbb nagyszebeni lelkész, 1820. februártól hermányi, 1828. júliustól pedig alcinai lelkész volt. Viaszből készült domborművű portréja, Wilhelm és Carl Berg alkotása, a szászsebesi városi múzeumban található.

## Munkái
Numophilacii gymnasii a. c. Cibin. discriptio. Fasc. II. Pars I. Cibinii, 1816.